# حمار بواتو
حمار بواتو (بالفرنسية: Âne du Poitou)‏ أو (بالفرنسية: Baudet du Poitou)‏ واحد من أضخم سلالات الحمير موطنه الأصلي منطقة بواتو الفرنسية. يستخدم لإنتاج بغال عمل ضخمة بتزويجه من حصان بواتو.